# سول لینهاس آئرئاس
سول لینهاس آئرئاس (به انگلیسی: Sol Linhas Aéreas) یک شرکت هواپیمایی است که در ۲۰۰۸ میلادی تأسیس شده و در ۲۰۰۹ فعالیتش را آغاز کرده‌است. دفتر مرکزی سول لینهاس آئرئاس در کاسکاول، برزیل واقع شده‌است.